# Acer cappadocicum

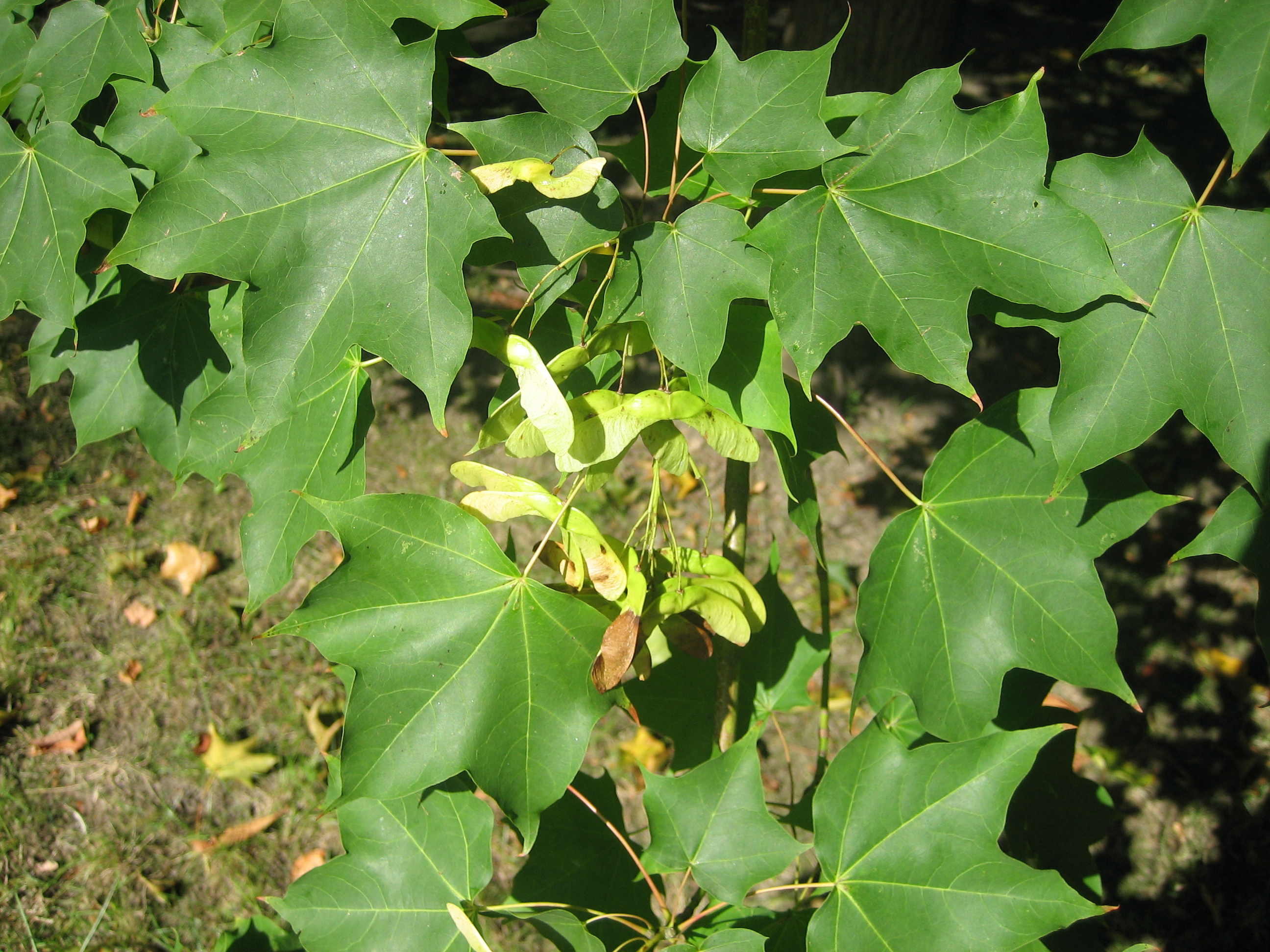
Hojas y sámaras in situ.

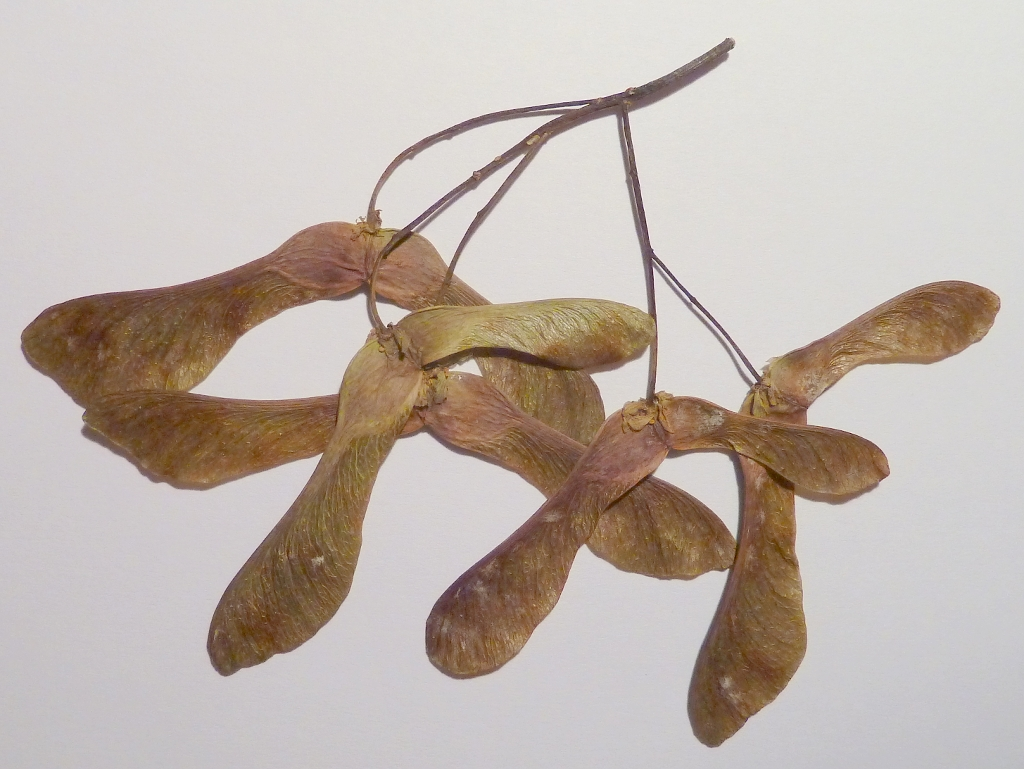
Acer cappadocicum: Sámaras secas.

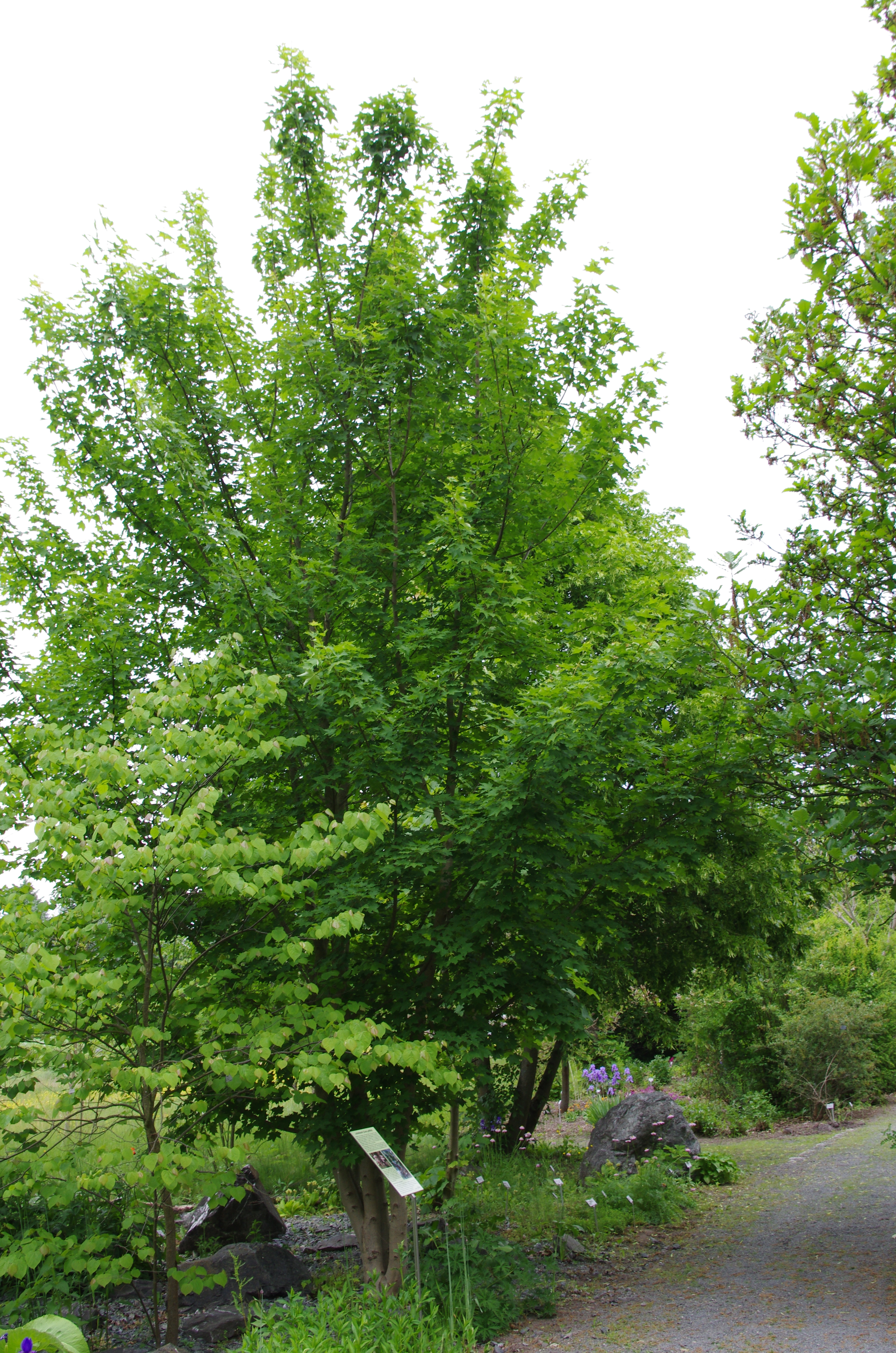
Vista del árbol

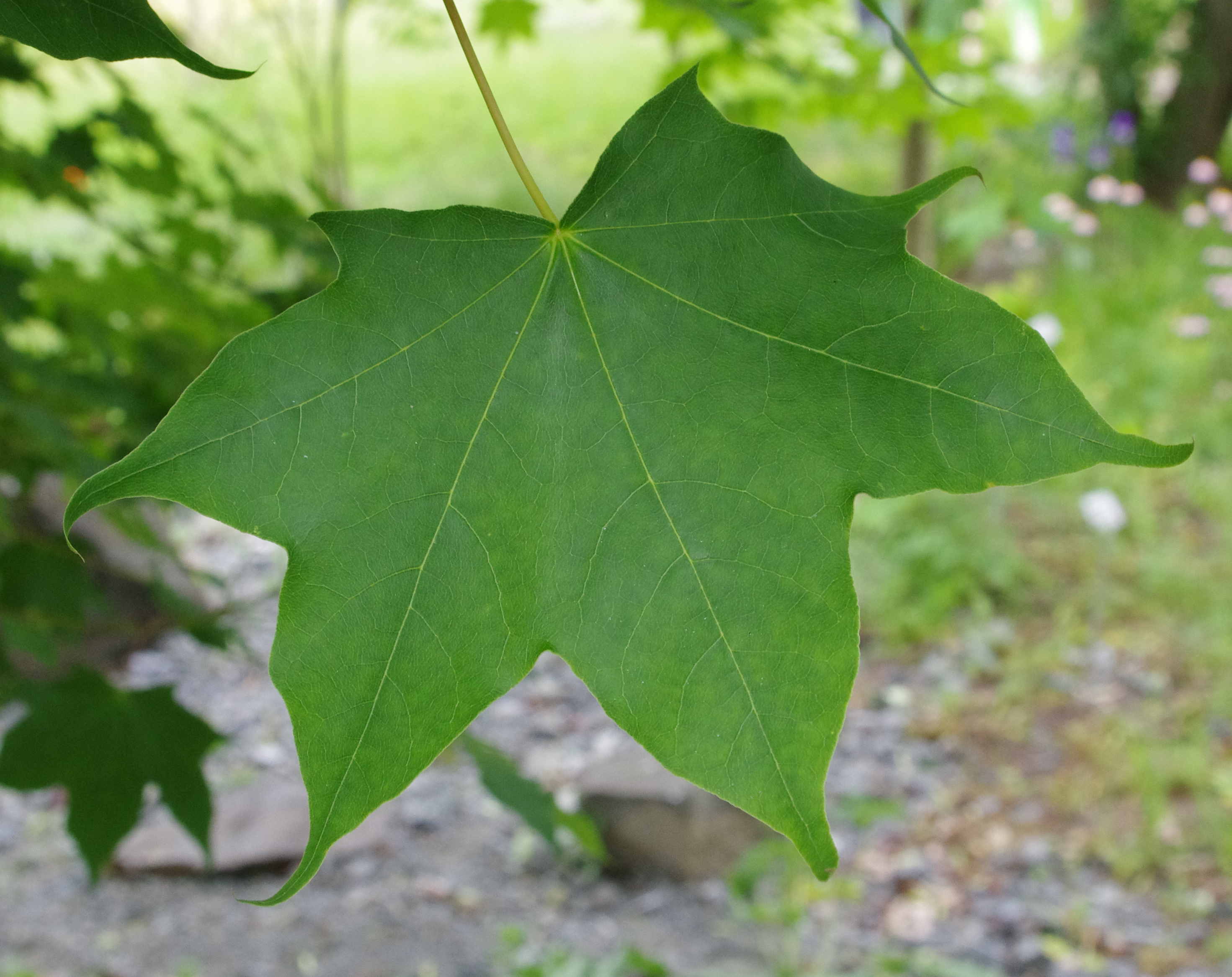
Detalle de la hoja

El arce de Capadocia (Acer cappadocicum) es una especie botánica perteneciente a la familia de las sapindáceas. 

## Descripción
Es un árbol caducifolio de copa redondeada, globosa, muy frondosa y anchamente extendida y que puede medir más de 25 m de altura, a veces de porte arbustivo y con varios troncos. Es muy ramificado, con la corteza lisa, con finas hendiduras de color gris. 
Las hojas tienen generalmente 3-5 lóbulos, son de base subcordada, y miden de 6-12 cm de largo y casi tanto de ancho. Los lóbulos son triangulares con ápices alargados; tienen los bordes ocasionalmente crenulados y son de color verde oscuro, con los pecíolos, y a veces la nervadura, de tono rojizo. Las flores son blanco-verdosas, pequeñas y dispuestas en número de 15 a 20 sobre panículas corimbiformes erectas y terminales de unos 6-7 cm de largo y, generalmente, las flores masculinas y las femeninas se encuentran en ramas distintas. Las sámaras son dobles, de alas a menudo desiguales, pudiendo incluso faltar una, no muy arqueadas, de 3-8 cm de largo.
Florece en primavera, de abril a mayo, al mismo tiempo que se despliegan las hojas.

## Hábitat y distribución
Es originaria de Asia, desde el centro de Turquía (antigua Capadocia) hacia el este a lo largo del Cáucaso. A través del Hindu Kush, a lo largo del Himalaya, alcanza el suroeste de China.
Se introdujo en Europa en 1838. 
Vive en suelos de cualquier tipo o naturaleza, pero los prefiere húmedos. Requiere sol o
media sombra.

## Taxonomía
Es estrechamente emparentado Acer lobelii de Italia meridional es también tratado como una subespecie de A. cappadocicum por algunos autores. La especie de Asia oriental Acer amplum, Acer pictum y Acer truncatum están también muy cercanamente emparentados, y a menudo se confunden al cultivarlos con A. cappadocicum. cappadocicum
Acer cappadocicum fue descrita por Johann Gottlieb Gleditsch y publicado en Schriften der Gesellschaft Naturforschender Freunde zu Berlin 6: 116, pl. 2. 1785.
Etimología
Acer: nombre genérico que procede del latín ǎcěr, -ĕris = (afilado), referido a las puntas características de las hojas o a la dureza de la madera que, supuestamente, se utilizaría para fabricar lanzas. Ya citado en, entre otros, Plinio el Viejo, 16, XXVI/XXVII, refiriéndose a unas cuantas especies de Arce.
cappadocicum: epíteto geográfico que alude a su localización en Capadocia.
Taxones infraespecíficos aceptadas
- Acer cappadocicum subsp. cappadocicum	Turquía, Cáucaso, Irán septentrional.
- Acer cappadocicum subsp. divergens (Pax) A.E.Murray
- Acer cappadocicum subsp. lobelii (Ten.) A.E.Murray
- Acer cappadocicum subsp. sinicum (Rehder) Hand.-Mazz. China suroccidental.

Sinonimia
- Acer pensylvanicum subsp. capillipes (Maxim.) Wesm.
- Acer cultratum Wall.
- Acer pictum Thunb.[10]
- Acer colchicum Hartwiss
- Acer laetum C.A.Mey.
- Acer laetum var. colchicum (Hartwiss) Schwer.
- Acer laetum f. rubrum Schwer.
- Acer laetum f. tricolor Schwer.
- Acer laetum f. viride Schwer.
- Acer lobelii var. colchicum (Hartwiss) Pax
- Acer lobelii f. horticolum Pax
- Acer lobelii subsp. laetum (C.A.Mey.) Pax[11]